# Aphrodite's Child
Aphrodite's Child fue un grupo musical de rock progresivo integrado por miembros originalmente de Grecia y formado en Francia en 1968 por Vangelis Papathanassiou (teclados), Demis Roussos (bajo y voces) y Loukas Sideras (percusión y voces); a ellos se sumó posteriormente Anargyros «Silver» Koulouris (guitarra), antiguo colaborador en su país de origen (Grecia). Papathanassiou y Roussos habían tenido éxito previamente en su país (en las bandas The Formynx, el primero; y The Idols y We five, el segundo), cuando decidieron reunirse con Sideras y Koulouris en 1967 para formar una nueva banda, referida a veces como The Papathanassiou Set. Su primera grabación como grupo fue en el disco de George Romanos In Concert and in Studio, en el que tocaron cuatro canciones bajo el nombre de Vangelis and His Orchestra. Ese mismo año grabaron una maqueta con dos canciones («Plastics Nevermore» y «The Other People») que fue enviada a la discográfica Philips. Impresionada con la maqueta, la casa discográfica les propuso probar suerte en Inglaterra.

## De Atenas a París
En 1967 se impuso otra Dictadura militar de derecha en Grecia, y, tal como hacían otros artistas griegos, el grupo también decidió abandonar su país para viajar hacia Londres siguiendo los consejos de la discográfica Philips. Esta decisión no estuvo exenta de problemas. Koulouris tuvo que permanecer en Grecia para cumplir su servicio militar, mientras que al resto del grupo les fue imposible llegar a Londres al no disponer de permiso de trabajo para entrar en el Reino Unido, y tener que quedarse por tanto en la ciudad de París debido a una huelga de transporte, obligados a vivir los acontecimientos de la protesta estudiantil de Mayo del 68 producidos aquel mes en la capital francesa.
En París firmaron un contrato con Mercury Records, adoptaron el nombre de Aphrodite's Child y realizaron su primer sencillo, «Rain and Tears», una adaptación del canon en re mayor del músico germano del siglo XVII Johann Pachelbel. Con esta canción se convirtieron en una sensación en Francia, a pesar de que la canción no estaba cantada en francés. En octubre de 1968, la banda realizó su primer álbum, End of the World, mezcla de canciones de pop psicodélico y baladas al estilo de grupos como Procol Harum o The Moody Blues.
La banda empezó una gira europea, y en enero de 1969 grabaron un sencillo cantado en italiano para el Festival de San Remo en el que, sin embargo, no participaron. Su siguiente sencillo fue «I Want to Live», una versión de la canción «Plaisir' d'amour», del compositor francés del siglo XVIII Jean Paul Égide Martini. Para la grabación de su segundo álbum, la banda se trasladó a los estudios Trident de Londres. El primer sencillo de este nuevo álbum se tituló «Let Me Love, Let Me Live» y salió al mercado en octubre, mientras el álbum It's Five o'Clock salía a la luz en diciembre de 1969. Este álbum contenía una mezcla de géneros que iba desde la balada de la exitosa canción titulada igual que el disco, al country rock.
Después de su segundo álbum, la banda volvió a realizar una gira, esta vez sin Vangelis, que prefirió permanecer en París para grabar la banda sonora de la película de Henry Chapier Sex Power. Vangelis fue sustituido por Harris Chalkitis. 1970 finalizó con la promoción de su último álbum publicado, y con el lanzamiento en agosto del sencillo «Spring, Summer, Winter and Fall».

## 666
A finales de 1970, empezaron a grabar en París una adaptación del Apocalipsis que sería su tercer álbum: 666 (The Apocalypse of John, 13/18). Silver Koulouris terminó su servicio militar y volvió a unirse al grupo. Sin embargo, las relaciones entre los miembros de la banda ya no eran tan buenas en aquel tiempo, y empeoraron aún más a lo largo de la grabación del disco.
666 era un álbum conceptual basado en el libreto del letrista griego Costas Ferris. La música que Vangelis creó para 666 era mucho más psicodélica y orientada al rock progresivo que la que había grabado el grupo hasta aquel momento en su carrera. Esto no sentó bien al resto de miembros de la banda, que deseaban continuar en la dirección pop que les llevó hasta ese momento al éxito. 
Para entonces, Roussos ya preparaba su carrera en solitario, grabando su primer sencillo «We Shall Dance» (con Sideras a la batería) para su primer álbum On the Greek Side of My Mind, editado en septiembre de 1971. Vangelis, mientras tanto, grababa la música para la serie documental L'Apocalypse des animaux, al tiempo que trabajaba en un sencillo, junto a su novia Vilma Ladopoulou y el guitarrista Koulouris, usando el pseudónimo Alpha Beta.
Para cuando el doble LP 666 salió al mercado, a principios de 1972 (después de haber sido retenido durante cierto tiempo por la casa discográfica por desacuerdos en su contenido musical), la banda ya se había separado. Aphrodite's Child vendió alrededor de 20 millones de álbumes en apenas cinco años de vida como banda. Vangelis y Demis Roussos siguieron con exitosas carreras en solitario, Roussos como cantante pop y Vangelis como uno de los pioneros del género New Age. Koulouris trabajó con ambos ocasionalmente. Loukas Sideras siguió una carrera en solitario menos exitosa que la de sus compañeros, realizando el álbum Rising Sun después de la ruptura.

## Discografía

### Álbumes
- End of the World (1968)
- It's Five o'Clock (1969)
- 666 (1972)